# FC Anyang
El Football Club Anyang es un equipo de fútbol de la ciudad de Anyang de la Provincia de Gyeonggi en Corea del Sur. Actualmente juega en la K League 1, máxima categoría del fútbol surcoreano.
En 2024 se consagró campeón de la K League 2, logrando el ascenso a la máxima división del país, por primera vez en su historia.

## Historia
Fue fundado en el año 2013 en la ciudad de Anyang y su lema es Civitano, Paradizo, Feliĉo y significa Ciudadanos, Paraíso y Felicidad en esperanto, el cual aparece escrito en su escudo.
En su primera temporada en la K League Challenge terminó en la quinta posición entre 10 equipos con lo que no pudo ascender a la K League Classic.
En 2024 fue campeón de la K League 2, obteniendo el ascenso a la K League 1, por primera vez en su historia.

## Palmarés
- K League 2 (1): 2024